# Jules Reuter
Jules Reuter, est un architecte et un décorateur belge actif à Bruxelles au début du XXe siècle. 

## Biographie
Jules Reuter exerçait l'architecture à Woluwe-Saint-Pierre, en son domicile, rue Bemel, 109.
Après une première période où il pratiqua le style Beaux-Arts, il se tourna vers le modernisme dans une série de maisons du square Coghen à Uccle.

## Réalisations
- 1927 : Ixelles, transformations pour l'ancien Hôtel du ministre Auguste Beernaert, rue d'Arlon 3-5-11.
- 1924 : Ixelles, rue de Praetere, 10, maison de style Beaux-Arts.
- 1925 : Ixelles, rue de Praetere 22, maison de style Beaux-Arts.
- 1927 : Woluwe-Saint-Pierre, avenue de l'Horizon, 13.
- 1908 : Uccle, avenue Bel-Air, 80.
- 1935 : Uccle, square Coghen, 16, maison de style moderniste.
- 1935 : Uccle, square Coghen, 18, maison de style moderniste.
- 1935 : Uccle, square Coghen, 20, maison de style moderniste.
- 1935 : Uccle, square Coghen, 22, maison de style moderniste.